# Черных, Николай Васильевич
Николай Васильевич Черных (1922—1948) — стрелок 229-го гвардейского стрелкового полка 72-й гвардейской стрелковой дивизии 7-й гвардейской армии Степного фронта, Герой Советского Союза.

## Биография
Родился 16 апреля 1922 года в селе 1-е Выгорное ныне Тимского района Курской области в крестьянской семье. Русский. Окончил 7 классов, работал в колхозе, затем секретарём районной прокуратуры.
На фронте Великой Отечественной войны с сентября 1941 года. Член ВКП(б) с 1944 года.
25 сентября 1943 года, скрытно подобравшись к вражеской линии обороны, гранатами расчистил путь наступающему подразделению при форсировании Днепра в районе села Бородаевка Верхнеднепровского района Днепропетровской области Украинской ССР.
Принял участие в отражении тринадцати контратак противника.
Звание Героя Советского Союза присвоено 26 октября 1943 года за образцовое выполнение боевых заданий командования на фронте борьбы с немецко-фашистскими захватчиками и проявленные при этом мужество и героизм.
После битвы за Днепр окончил курсы младших лейтенантов, после войны продолжал службу в армии. В 1946 году окончил курсы усовершенствования офицерского состава.
Погиб в автомобильной катастрофе 4 октября 1948 года.
В честь Героя установлена стела в посёлке городского типа Тим Курской области.